# Minnie Driver
Pour les articles homonymes, voir Driver.
Minnie Driver, née le 31 janvier 1970 à Marylebone, dans le 
Grand Londres, en Angleterre, au (Royaume-Uni), est une actrice, chanteuse, compositrice et productrice britannico-américaine.

## Biographie

### Jeunesse et études
Amelia Fiona Jessica Driver naît le 31 janvier 1970 à Marylebone, près de Londres. Elle est la fille de Charles Ronald « Ronnie »  Driver (1921–2009), directeur d'une compagnie d'assurances (la London United Investments (en)) et ancien officier décoré de la Distinguished Flying Medal lors de la bataille de la baie de Heligoland (1939), et Gaynor Millington Churchward (1937–2021), conceptrice textile et ancien mannequin. Surnommée  « Minnie » par sa sœur aînée Kate, elle passe ses six premières années à la Barbade.
Son père étant marié à une autre femme, le couple n'officialisera jamais sa relation et se sépare lorsque Minnie a six ans.
Après des études secondaires à la Bedales School (Hampshire), elle étudie l'art dramatique à la Webber Douglas Academy of Dramatic Art et au Collingham College de Kensington. Elle effectue ensuite une partie de ses études en France.

### Vie privée
Minnie Driver a une demi-sœur aînée, Susan, issue du premier mariage de son père, et deux demi-frères plus jeunes : Charlie, né du second mariage de son père, et Ed (Churchward), né du mariage de sa mère.
La vie privée de Minnie Driver a été évoquée à plusieurs reprises dans les médias en raison de ses liaisons avec Josh Brolin, Matt Damon et John Cusack.
Elle a eu un fils, Henry, né le 5 septembre 2008 de sa brève relation avec le producteur et scénariste Timothy Jonathan Lea.
Elle obtient la nationalité américaine le 21 décembre 2017.
En 2019, elle se fiance au documentariste Addison O'Dea (en).

## Filmographie

### Cinéma
- 1992 : The Zebra Man (court-métrage) : Emily Ashdown
- 1995 : Le Cercle des amies (Circle of Friends) : Bernadette « Benny » Hogan
- 1995 : GoldenEye : Irina
- 1996 : À table (Big Night) : Phyllis
- 1996 : Sleepers : Carol Martinez
- 1997 : Baggage
- 1997 : Tueurs à gages (Grosse Pointe Blank) : Debi Newberry
- 1997 : Will Hunting (Good Will Hunting) : Skylar
- 1998 : Pluie d'enfer (Hard Rain) : Karen
- 1998 : The Governess : Rosina da Silva
- 1998 : La Ferme : Une comédie bio (At Sachem Farm) : Kendal
- 1999 : Un mari idéal (An Ideal Husband) : Miss Mabel Chiltern
- 2000 : Droit au cœur (Return to Me) : Grace Briggs
- 2000 : De toute beauté (Beautiful) : Mona Hibbard
- 2000 : Slow Burn (en) : Trina McTeague
- 2000 : The Upgrade : Constance Levine
- 2001 : D.C. Smalls : Waitress
- 2001 : Rouge à lèvres et arme à feu (High Heels and Low Lifes) : Shannon
- 2003 : Mister Cash (Owning Mahowny) : Belinda
- 2003 : Hope Springs : Vera Edwards
- 2004 : Ella au pays enchanté (Ella Enchanted) : Mandy
- 2004 : Portrait : Donna
- 2004 : Le Fantôme de l'Opéra (The Phantom of the Opera) : Carlotta
- 2006 : The Virgin of Juarez : Karina Danes
- 2006 : Delirious (non créditée)
- 2007 : Ripple Effect : Kitty
- 2007 : Take : Ana
- 2009 : Maman, mode d'emploi (Motherhood) : Sheila
- 2010 : Le Monde de Barney (Barney's Version) de Richard J.Lewis : Mrs. P.
- 2010 : Conviction : Abra
- 2013 : Mariage à l'anglaise de Dan Mazer : Naomi
- 2014 : Stage Fright de Jérôme Sable : Kylie Swanson
- 2014 : Un berceau sans bébé de Sean Hanish : Maggie Royal
- 2014 : Beyond the Lights : Macy Jean
- 2017 : Jekyll Island (The Crash) d'Aram Rappaport : Shannon Clifton
- 2018 : Spinning Man : Ellen Birch
- 2021 : Cendrillon : la Reine
- 2022 : Chevalier de Stephen Williams : Marie-Madeleine Guimard
- 2023 : Nandor Fodor and the Talking Mongoose d'Adam Sigal : Anne
- 2024 : The Beekeeper de David Ayer : Janet Harward
- 2024 : L'Évaluation (The Assessment) de Fleur Fortuné : Evie
- 2025 : Millers in Marriage d'Edward Burns : Renee

### Télévision

#### Téléfilms
- 1990 : God on the Rocks : Lydia
- 1994 : That Sunday : Rachel
- 1995 : Cruel Train : Flora Mussell
- 1995 : The Politician's Wife : Jennifer Caird

#### Séries télévisées
- 1993 : Mr. Wroe's Virgins : Leah
- 1995 : My Good Friend : Ellie
- 2000 : X-Files, épisode Hollywood (7.19) : une femme au cinéma
- 2003 : Absolutely Fabulous : elle-même (5.3)
- 2004 : Will et Grace : Lorraine Finster
- 2007 : The Riches : Dahlia Malloy
- 2010 : Modern Family, épisode Moon Landing (1.14) : Valerie
- 2010 : The Deep : Aux frontières des abysses (The Deep) : Frances Kelly
- 2014 : About a Boy : Fiona Brewer
- 2014 : La Fille du désert (The Red Tent) : Leah
- 2015 : Undateable : Minnie
- 2016-2019 : Speechless : Maya DiMeo (63 épisodes)

### Doublage

#### Films d'animation
- 1998 : Les Razmoket, le film (The Rugrats Movie) : Miss Gotto
- 1999 : Tarzan : Jane Porter
- 1999 : South Park, le film (South Park: Bigger Longer & Uncut) : Brooke Shields

#### Série d'animation
- 2007 : Revisioned: Tomb Raider : Lara Croft
- 2024 : Batman, le justicier masqué : Oswald Cobblepot / Pingouin

#### Jeu vidéo
- 1998 : Jurassic Park: Trespasser (jeu vidéo) : Anne

## Discographie
- 2004 : Everything I've Got in My Pocket (en), Zoë
- 2007 : ESeastories Seastories, Zoë
- 2014 : Ask Me to Dance (en), Rounder Records

## Distinctions

### Récompenses
- Chicago Film Critics Association Awards 1996 : Meilleure actrice pour Le Cercle des amies
- London Critics Circle Film Awards 1998 : Actrice britannique de l'année dans un second rôle pour Sleepers, À table et Tueurs à gages
- ShoWest Convention 1998 : Révélation féminine
- London Critics Circle Film Awards 1999 : Meilleure actrice dans un second rôle pour Will Hunting
- California Independent Film Festival 2008 : Meilleure actrice pour Take
- Phoenix Film Festival 2008 : Meilleure distribution pour Take, partagé avec Jeremy Renner
- Tiburon International Film Festival 2008 : Meilleure actrice pour Take
- Prix Génie 2011 : meilleure actrice dans un second rôle pour Le Monde de Barney
- FilmQuest 2018 : Meilleure actrice dans un second rôle pour Laboratory Conditions
- SENE Film, Music and Art Festival 2018 : Meilleure distribution pour Laboratory Conditions, partagé avec Marisa Tomei, Paulo Costanzo, Lisa Renée, Robert Scheid, John F. Kearney, Jenny March, Casey Strand, Laura Maccabee et Gayla Goehl

### Nominations
- Awards Circuit Community Awards 1997 : Meilleure actrice dans un second rôle pour Will Hunting
- Chlotrudis Awards 1998 : Meilleure actrice pour Tueurs à gages
- Online Film and Television Association Awards 1998 : Meilleure actrice pour Tueurs à gages
- Oscars 1998 : Meilleure actrice dans un second rôle pour Will Hunting
- Annie Awards 1999 : Meilleure performance vocale pour Tarzan
- Blockbuster Entertainment Awards 1999 : Actrice préférée pour Will Hunting
- Primetime Emmy Awards 2007 : Meilleure actrice dans une série télévisée dramatique pour The Riches
- Astra Awards 2008 : actrice internationale préférée pour The Riches
- Golden Globes 2008 : Meilleure actrice dans une série dramatique pour The Riches
- Critics' Choice Television Awards 2014 : Meilleure actrice dans une mini-série ou un téléfilm pour Return to Zero
- Gold Derby Awards 2014 : meilleure actrice dans une mini-série ou un téléfilm pour Return to Zero
- Primetime Emmy Awards 2014 : Meilleure actrice dans une mini-série ou un téléfilm pour Return to Zero

## Voix francophones
En France, Rafaèle Moutier est la voix régulière de Minnie Driver, qu'elle double depuis 1995. Marie-Ève Dufresne et Marie Bouvier l'ont également doublée à trois reprises chacune.
En France
| - Rafaèle Moutier dans : - Le Cercle des amies - Will Hunting - About a Boy (série télévisée) - Beyond the Lights - Mariage chez les Wilde - Modern Love (série télévisée) - Cendrillon - Chevalier - Rosaline - The Witcher : L'Héritage du sang (mini-série) - The Beekeeper - Millers in Marriage - Marie-Ève Dufresne dans : - Conviction - Un berceau sans bébé - La Fille du désert (mini-série) | - Marie Bouvier dans : - Speechless (série télévisée) - Spinning Man - Starstruck (série télévisée) - Virginie Méry dans : - Droit au cœur - Rouge à lèvres et arme à feu Et aussi - Annie Milon dans Pluie d'enfer - Valérie Lemercier dans Tarzan (voix) - Véronique Alycia dans South Park, le film (voix) - Brigitte Virtudes dans Will et Grace (série télévisée) - Brigitte Berges dans Ella au pays enchanté - Claudine Grémy dans The Riches (série télévisée) - Marjorie Frantz dans Mariage à l'anglaise |